# گورستان تل قلعه آویز
قبرستان تل قلعه آویز مربوط به دوره صفوی است و در شهرستان فراشبند، بخش مرکزی، دهستان آویز، ۵۰۰ متربعد از روستای آویز بطرف کازرون، سمت راست جاده واقع شده و این اثر در تاریخ ۱۵ دی ۱۳۸۷ با شمارهٔ ثبت ۲۴۲۰۸ به‌عنوان یکی از آثار ملی ایران به ثبت رسیده است.